# 方山茶场
方山茶场是江苏省句容市人民政府农业委员会下属的一个国营农场。党务属中共句容市委茅山风景区工作委员会管辖。位于天王镇境内。
方山茶场始建于1958年3月，原系实行企业化管理的全民所有制事业单位。2000年代，茶场改制为国有企业。2005年时，茶场土地总面积共计114.67公顷（1720亩），其中茶园69.68公顷（910.2亩）。在茶场的土地中，职工承包面积共占49.33公顷（约740亩），场留集体茶园面积占11.35公顷（约170.3亩）。2012年及之前，在国家统计局网站统计中，所在区域以句容市方山茶场之名列为句容市的一个类似乡级单位。